# Супутниковий телефон
Супутниковий телефон — портативний чи стаціонарний телефон, що передає інформацію безпосередньо через супутникову мережу, створену телекомунікаційними супутниками.
Залежно від оператора зв'язку, зоною покриття супутникової мережі може бути або вся Земля — глобальне покриття, або обмежені окремі райони земної поверхні — регіональне покриття. Пов'язано це з тим, що використовуються або супутники на малій висоті, які при достатній кількості покривають зоною охоплення всю Землю, або супутники на геостаціонарній орбіті, де вони не рухаються відносно Землі і не «бачать» її повністю.

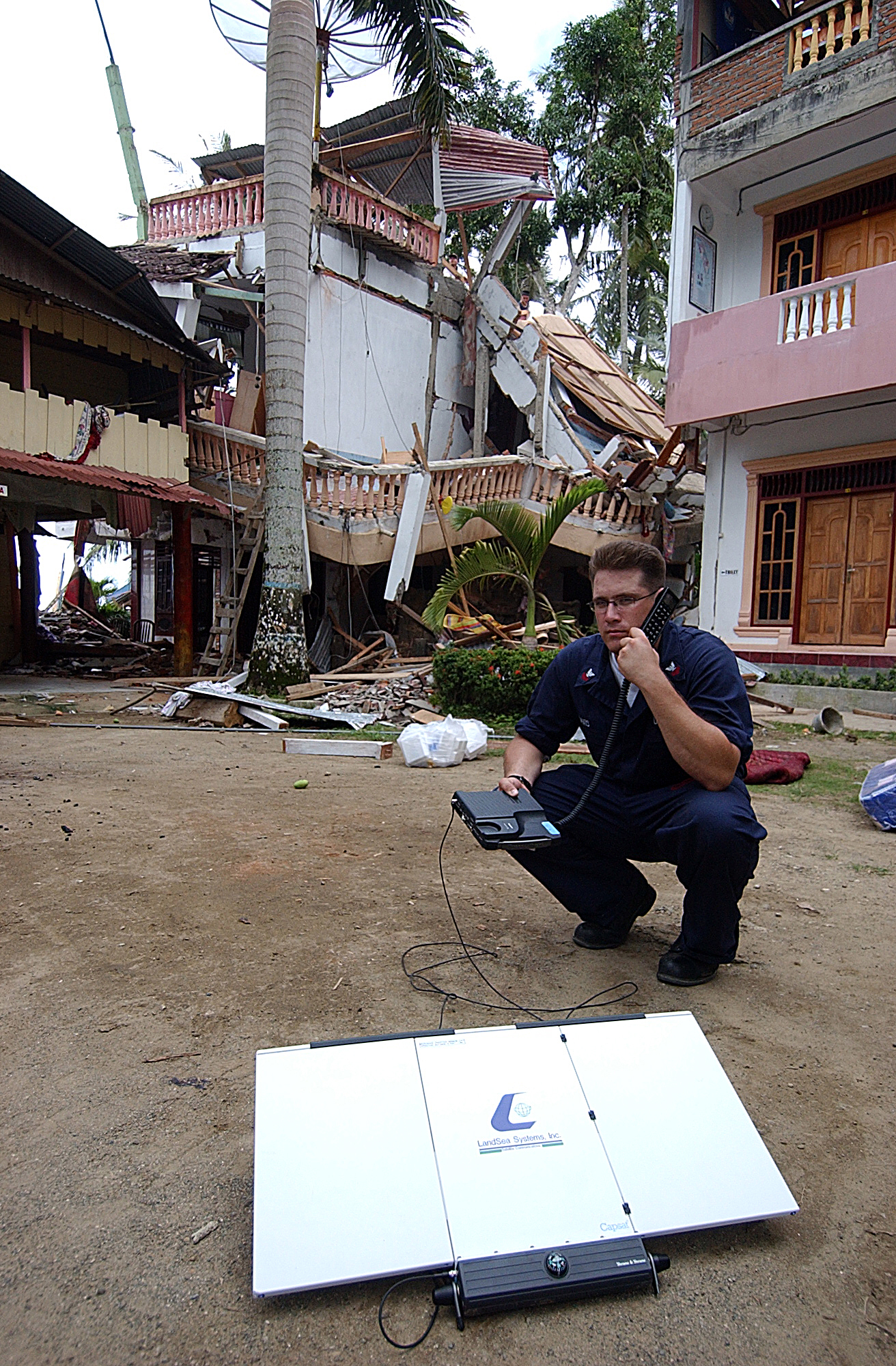
Супутниковий телефон (Inmarsat)

За розміром супутниковий телефон можна порівняти зі звичайним мобільним телефоном, але він зазвичай має додаткову антену. Існують також супутникові телефони у стаціонарному виконанні. У будь-якому разі, для використання супутникового телефону необхідно, щоб між його антеною та супутником не існувало механічних перешкод та зберігалася пряма видимість на супутник. Супутникові телефони використовуються для зв'язку в зонах, де відсутний наземний або стільниковий зв'язок.
Номери супутникових телефонів як правило мають спеціальний код країни. Так, у системі Inmarsat використовуються коди з +870 по +874, в Iridium +8816 та +8817.

## Оператори рухомого супутникового зв'язку
- Inmarsat
- Globalstar
- Iridium
- Thuraya

## Моделі сучасних супутникових телефонів
Порівняльна таблиця супутникових телефонів (станом на квітень 2015)

## Заборона супутникових телефонів
В деяких країнах володіння супутниковим телефоном є незаконним:
- Індія (необхідний дозвіл)
- М'янма
- Північна Корея

Як правило, супутникові телефони забороняють у авторитарних державах, які прагнуть тримати під контролем населення (не існує технології перехоплення трафіку супутникового телефону, це унеможливлює підслуховування розмов).